# Rattlesnake Annie
Rattlesnake Annie (* 26. Dezember 1941 als Ann Gallimore in Puryear, Tennessee) ist eine US-amerikanische Country-Sängerin.

## Biografie
Ann Gallimore hatte indianische Vorfahren und wuchs in einer ländlichen Umgebung auf. Mit zwei Cousinen formte sie das Trio Gallimore Sisters, das zahlreiche Auftritte hatte – unter anderem auch bei einer lokalen Radiostation. Nach dem Gewinn eines Talentwettbewerbs spielten sie sogar in der Grand Ole Opry. 1968 heiratete sie Max McGowan, der von da an ihr Manager wurde.
Musikalisch schloss sie sich Willie Nelson an, den sie 1969 kennenlernte. 1976 gründete sie ihr eigenes Label und produzierte das Album Rattlesnakes And Rusty Water, das aber nur in Europa zu einem Erfolg wurde. Rattlesnake Annie trat in den folgenden Jahren zunehmend häufiger in Europa auf. 1982 wurde in der Tschechoslowakei mit dem Country-Sänger Michal Tučný das Album Anki Chřestýš & Poslední Kovboj (Rattlesnake Annie und der letzte Cowboy) aufgenommen, das sich in den damaligen Ostblock-Staaten hervorragend verkaufte, und mit dem sie endlich auch in den USA Aufmerksamkeit erregen konnte. In Nashville wurde einige Zeit später das von der Kritik hoch bewertete Album Rattlesnake Annie produziert.
Mitte der 1980er Jahre verlegte sie ihren Wohnsitz zunächst nach Spanien und später nach Mexiko. Sie trat in zahlreichen europäischen Ländern sowie in Japan auf. Einige ihrer Songs sind japanischen, tschechischen und deutschen Freunden gewidmet.

## Diskografie

### Singles
- 1982: Long Black Limousine / Tennessee Lullaby (mit Willie Nelson)
- 1982: Goodbye to a River / Blue Flame Cafe
- 1983: Tennessee Waltz / Belfast Mountains
- 1985: Funky Country Livin’ / Country Music Hall of Pain
- 1987: Callin' Your Bluff / Goodbye to a River
- 1987: Funky Country Livin’ / Been Waitin' That Long
- 1995: Blue Texas Christmas / Iron Horse

### Alben
- 1980: Rattlesnakes and Rusty Water (als Annie McGowan)
- 1983: Anki Chřestýš & Poslední Kovboj (mit Michal Tučný, Supraphon, CZ)
- 1985: Country Livin’
- 1987: Rattlesnake Annie (CBS)
- 1988: Rattlesnake Annie Sings Hank Williams
- 1991: Indian Dream
- 1993: Crossroads
- 1994: Painted Bird
- 1995: Adios Last Cowboy
- 1996: Troubador
- 2002: I Ride Alone
- 2002: Southern Discomfort
- 2004: Rattlesnake Annie sings Willie Nelson